# Delia serrulata
Delia serrulata är en tvåvingeart som beskrevs av Griffiths 1991. Delia serrulata ingår i släktet Delia och familjen blomsterflugor.
Artens utbredningsområde är Manitoba. Inga underarter finns listade i Catalogue of Life.